# Sahridj
Village de Kabylie au pied du Djurdjura, il fait partie de la commune de Saharidj dans la wilaya de Tizi Ouzou en Algérie.